# Synagoga cmentarna w Warszawie
Synagoga cmentarna w Warszawie – nieistniejąca synagoga w Warszawie, znajdująca się przy ulicy Okopowej 49/51 na cmentarzu żydowskim.
Synagoga została zbudowana w 1877 roku, według projektu architekta Adolfa Schimmelpfenniga. Do synagogi dobudowane były dwa parterowe domy przedpogrzebowe, lewy dla zmarłych mężczyzn, a prawy dla kobiet. Na piętrze mieszkał rabin z rodziną. Podczas II wojny światowej, 15 maja 1943 roku, Niemcy doszczętnie zniszczyli synagogę. Po zakończeniu wojny budynku synagogi nie odbudowano.
Murowany, otynkowany budynek synagogi wzniesiono na planie prostokąta, w stylu późnego klasycyzmu. W centralnej części mieściła się bożnica, a w dwóch dobudówkach domy przedpogrzebowe. Na piętrze obok mieszkania rabina znajdował się babiniec. Fronton synagogi zdobił kolisty witraż wraz z umieszczoną na szczycie tablicami Dekalogu.
Obecnie Gmina Starozakonnych w RP stara się o odbudowanie synagogi, lecz warszawska gmina żydowska nie wyraziła na to zgody. Jak dotąd odkopano tylko fundamenty bożnicy oraz przedmioty tam znalezione, które są eksponowane na specjalnie do tego przeznaczonej wystawie w budynku przy ulicy Gibalskiego 21 oraz bezpośrednio na cmentarzu.

## Galeria

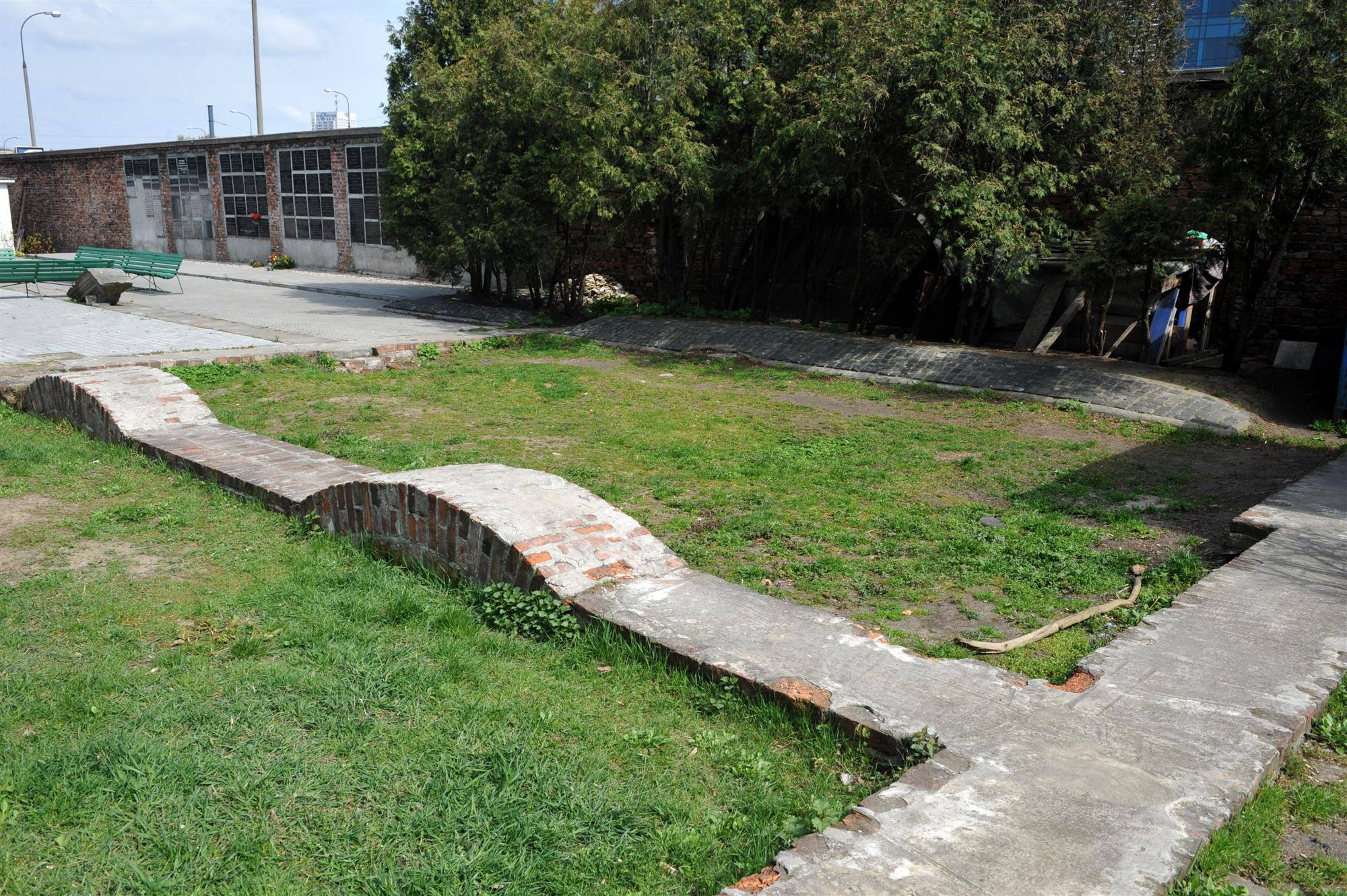
Mury przyziemia
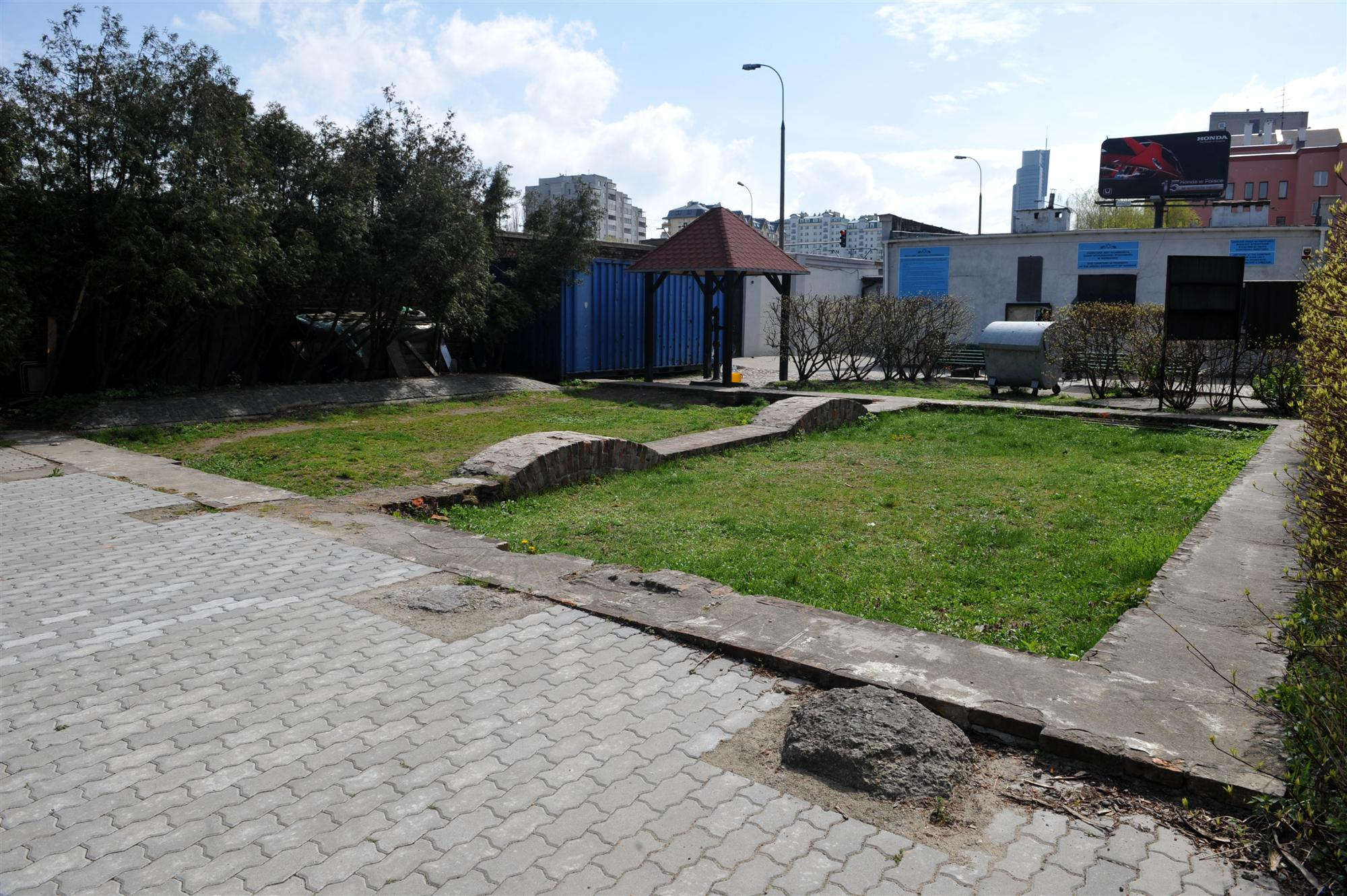
Mury przyziemia
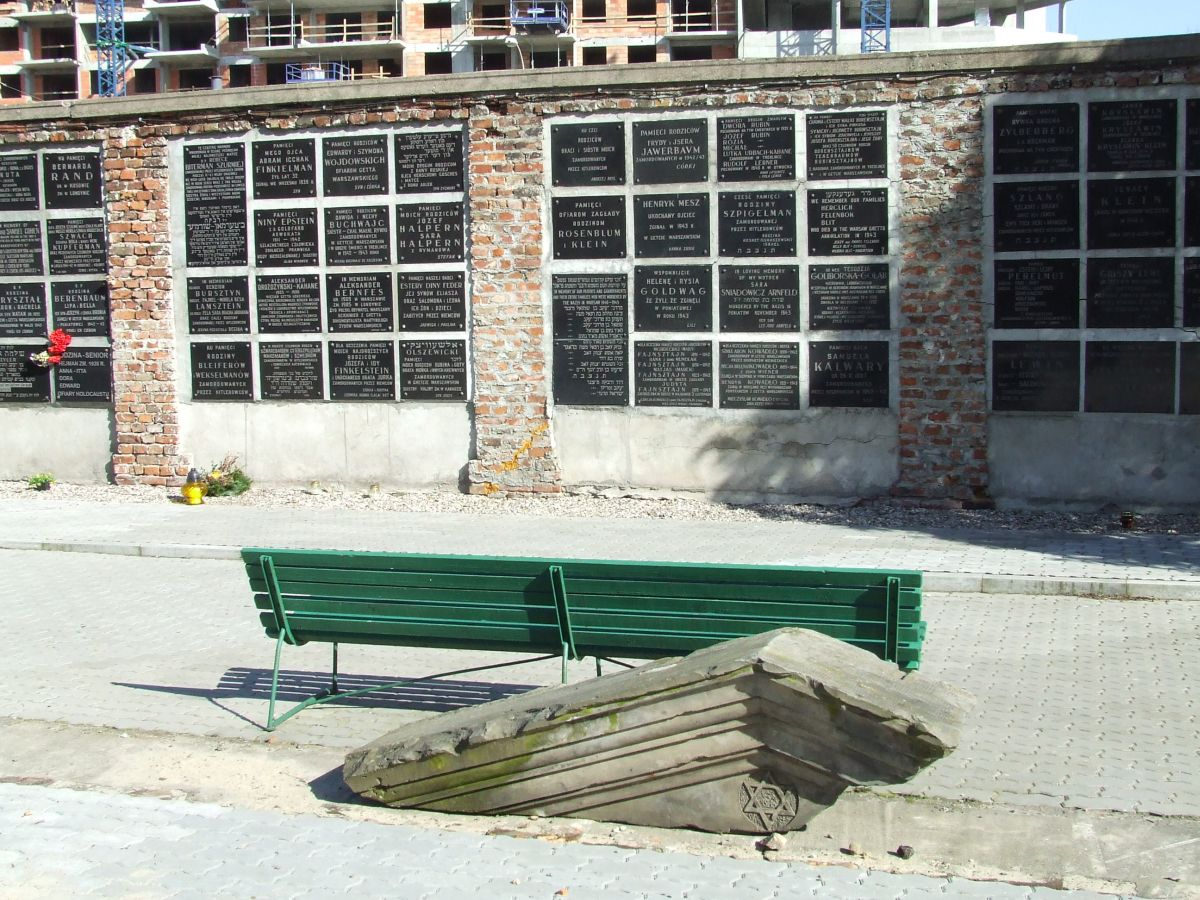
Fragment kamieniarki
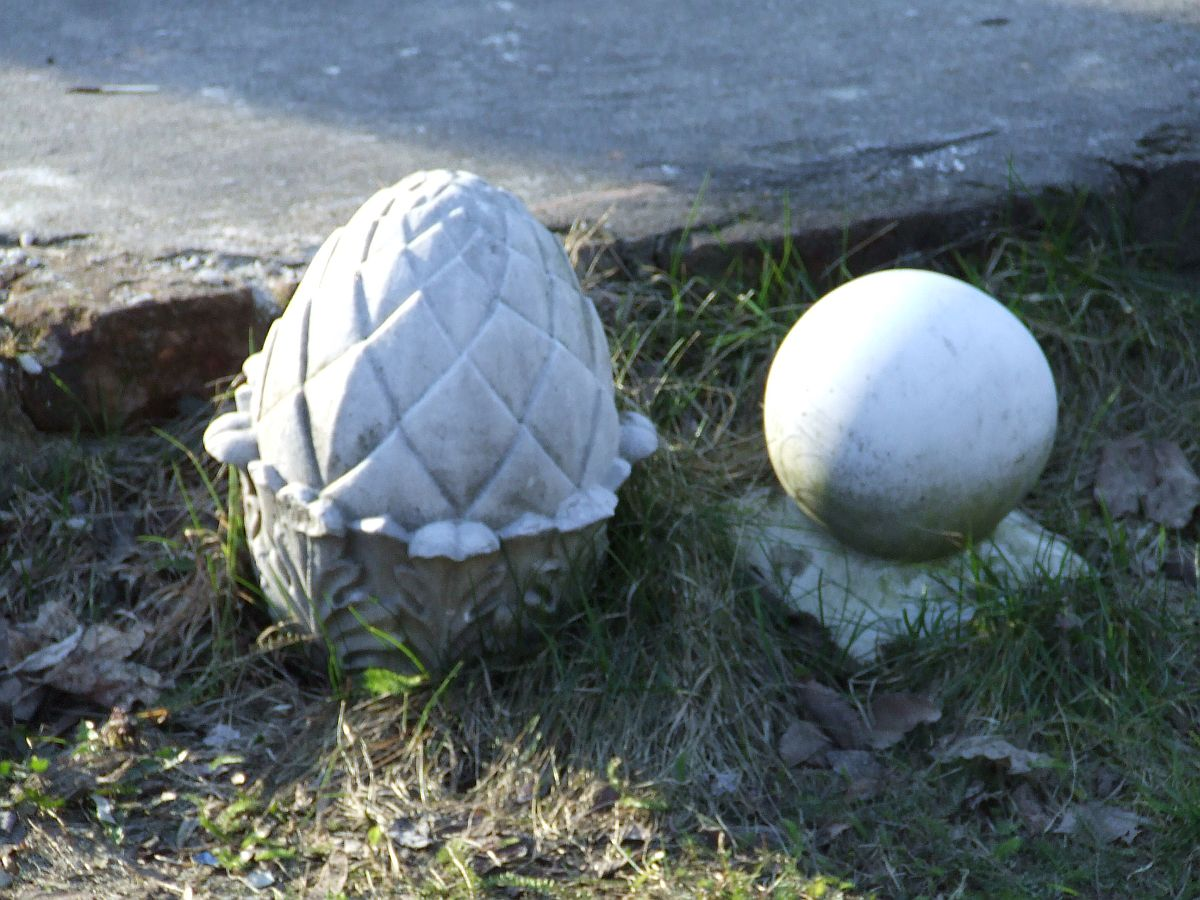
Detale architektoniczne